# Comte de Caithness

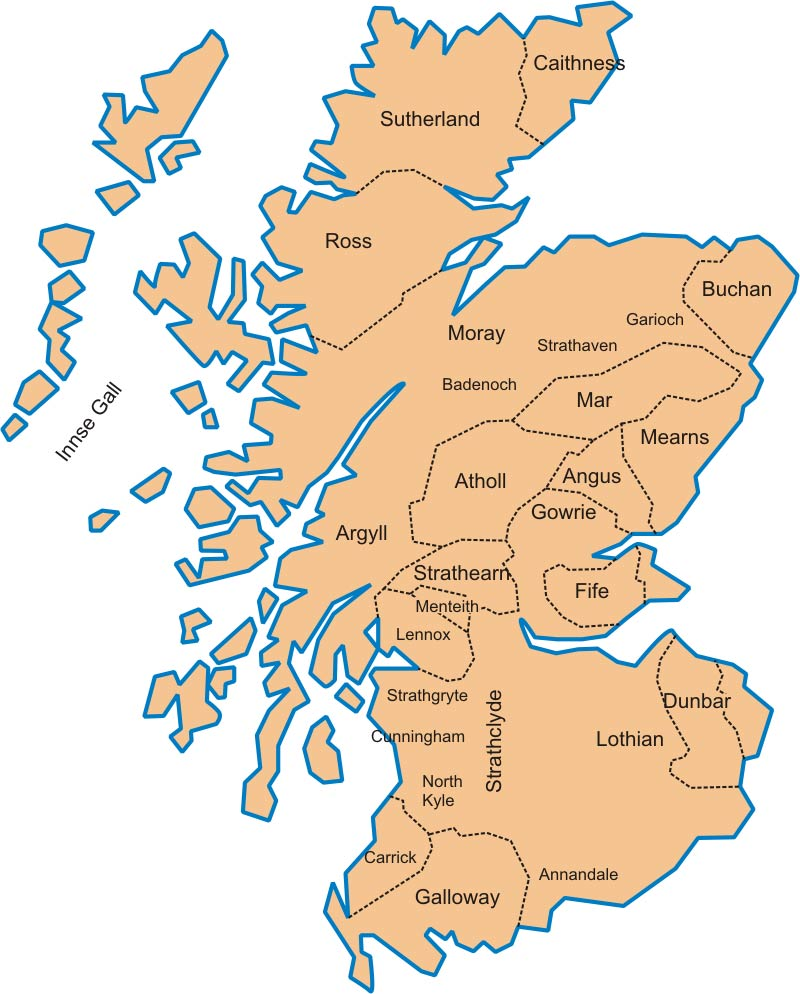
Carte des principales seigneuries d'Écosse vers 1230.

L’origine des Mormaers, puis comtes de Caithness, reste obscure pour cause de documentation très imprécise.

## Histoire
Le premier Mormaer dont le souvenir ait été conservé dans les sources est Donnchad ou Dungaðr, d'origine celto scandinave, qui selon la Heimskringla aurait mis en œuvre une politique d’alliance avec les Scandinaves en épousant Groa, une fille de Thorstein le Rouge. L’union de leur fille Gruaidh ou Grelöð avec Thorfinn Einarsson fait entrer le Caithness dans le domaine des comtes des Orcades 
Les rois d’Écosse, faute de pouvoir  reconquérir  la région, tenteront d’y maintenir leur autorité en la concédant à plusieurs reprises aux comtes des Orcades. Après l'intervention du roi Alexandre II d'Écosse, consécutive au meurtre de l'évêque Adam de Caithness, le Jarl Jean Haraldsson devra céder la partie sud du comté qui formera vers 1223/1245 le comté de Sutherland. Après l’extinction de la famille régnante des Orcades, leur héritage sera recueilli par des comtes issus des familles des comtes d'Angus, puis des comtes de Strahearn.
L’implication de Malise V de Strathearn dans le parti d’Édouard Balliol entraîne la confiscation du Caithness. Le comté sera ensuite donné en apanage à une lignée cadette de la dynastie des  Stuart avant de revenir aux Sinclair héritiers en ligne féminine des anciens jarl des Orcades.

## Mormaers de Caithness
- Vers 900 : Donnchad  de Caithness (vieux-norrois: Dungaðr) épouse Gróa, fille de Thorstein le Rouge ;
- 920-977 :Thorfinn Einarsson, épouse Gruaidh (vieux-norrois : Grelöð), fille de Donnchad ;
- Vers 980 : Skuli Thorfinnsson  († 984), son fils,  confirmé par Kenneth II d'Écosse;
- Vers 980 : Hlodvir Thorfinnsson, comte des Orcades;
- 984-1014 : Sigurd Hlodvirsson, comte des Orcades;
- 1014-1065 : Thorfinn Sigurdsson, nommé par Malcolm II d'Écosse, son grand-père  maternel, devient ensuite comte des Orcades.
- Vers 1035, tué en 1040 : Madadhan de Caithness (Muddan, Moddan), créé comte par Karl Hundason selon la Saga des Orcadiens[2].
- Vers ?? Ottar Moddansson de Thurso, fils de  Madadhan de Dale, sans doute descendant (petit-fils ?) du précédent.
- Vers 1000-1126 :Haakon Paulsson, époux d’Elga inghen Madadhan (Helga Moddansdottir), beau-frère d’Ottar et petit-fils de Thorfinn II.
- 1126-1131 : Harald Haakonsson, son fils, reconnu par David Ier d'Écosse.
- 1135-1158 : Rognvald Kali Kolsson.
- 1139-1196 : Harald Maddadsson Gamli, reconnu par David Ier d'Écosse.
- 1154-1156 : Erlend Haraldsson, reconnu par Malcolm IV d'Écosse.
- 1196-1198 :  Harald Ericksson Ungi,  petit-fils de Rögnvald Kali Kolsson, confirmé par le roi Guillaume Ier d’Écosse.
- 1198-1198 : Ragnald IV de Man reçoit le  Caithness du roi Guillaume Ier d'Écosse.
- 1198-1201 : Ranald, fils de Somerled, reçoit le Caithness du roi Guillaume Ier d'Écosse.
- 1201-1206 : Harald Maddadsson Gamli est rétabli.
- 1206-1214  : David Haraldsson  comte des Orcades.
- 1206-1231 : Jean Haraldsson († 1231 à Thurso).

Après l’extinction de la famille des jarls des Orcades, le Caithness revient à: 
- 1235-1239 : Magnus (I), fils de Gille Brigte d'Angus[3].
- 1239-1256 : Gibbon ou Gilbert, son fils, hérite de la moitié du Caithness .
- 1256-1273 : Magnus (II), Gibbonsson.
- 1273-1284 : Magnus (III) Magnusson.
- 1284-1310 : Jon Magnusson.
- 1310-1321 : Magnus (IV) Jonsson.

### Cohéritiers
- 1239-1269 : Joanna de Strathnaver, fille de Malcolm (†  1242), dernier comte d'Angus [4] ou selon William Forbes Skene, héritière de la lignée du Jarl Jean Haraldsson, donnée en otage à Guillaume Ier d'Écosse [5] et dans les deux cas, son époux Freskyn de Moravia héritent de la moitié du Caithness, qui passe ensuite à leurs deux filles :
- 1269-? : Mary et son époux Reginald II Cheyne († 1262/1263), héritent d'un quart du Caithness.
- 1269-? : Christian, sa sœur, épouse William I Federeth: un quart du Caithness.
- ?-1341 : Reginald III Cheyne,  fils de Mary, héritier de sa mère et de son cousin William II Federeth. Sa moitié du Caithness passe ensuite par les unions de ses filles Mary et Marjory respectivement aux Sutherland de Duffus et aux Keith d’Inverugie [6].

## Première création (vers 1330)
- 1330-1335 : Malise V de Strathearn  († 1353)

Titre confisqué en 1335.

## Deuxième création (vers 1375)
- 1375-1389 : David Stuart († 1386?), 1er comte de Strathearn, fils de Robert II d'Écosse.
- 1389-1402 : Euphemia Stuart (en) († 1434), fille du précédent, renonce au titre en 1402 au profit de Walter Stuart.
- 1402-1428 : Walter Stuart (v. 1360-1437), comte d'Atholl, abdique en faveur de son fils en 1428.
- 1430-1431 : Alan Stuart († 1431).
- 1431-1437 : Walter Stuart († 1437), est exécuté pour sa participation à l'assassinat du roi Jacques Ier d'Écosse. Son titre est confisqué.

## Troisième création (1452)
- 1452-1454 : George Crichton (en) († 1454)

## Quatrième création (1455)

Armoiries du comte de Caithness, du Clan Sinclair

- 1455-1476 : William Sinclair († 1480), lord Sinclair puis 3e comte des Orcades. Il renonce au titre en 1476, en faveur de son fils.
- 1476-1513 : William Sinclair (en) († 1513), fils du précédent.
- 1513-1529 : John Sinclair (en) († 1529), fils du précédent.
- 1529-1582 : George Sinclair (en) († 1582), fils du précédent, rend le titre en 1545, mais en conserve l'usufruit.
- 1582-1643 : George Sinclair (en) († 1643), petit-fils du précédent, fils de John Sinclair († 1576).
- 1643-1672 : George Sinclair (en) († 1677), fils de John Sinclair Master of Berriedale († 1631), petit-fils du précédent, abandonne le titre en 1672 au profit de son successeur.
- 1677-1681 : John Campbell (en) (1634-1717), créé comte par Charles II en 1677, doit rendre le titre en 1681.
- 1681-1698 : George Sinclair de Keiss (en) († 1698), fils de Francis Sinclair et petit-fils du 5e comte.
- 1698-1705 : John Sinclair (en) († 1705), cousin du précédent.
- 1705-1765 : Alexander Sinclair (en) (1685-1765).
- 1765-1779 : William Sinclair (en) (1727-1779).
- 1779-1789 : John Sinclair (en) (1757-1789).
- 1789-1823 : James Sinclair (en) (1766-1823).
- 1823-1855 : Alexander Campbell Sinclair (ja) (1790-1855).
- 1855-1881 : James Sinclair (1821-1881).
- 1881-1889 : George Philips Alexander Sinclair (en) (1858-1889).
- 1889-1891 : James Augustus Sinclair (1827-1891).
- 1891-1914 : John Sutherland Sinclair (1857-1914).
- 1914-1947 : Norman Macleod (Sinclair) Buchan (1862-1947).
- 1947-1965 : James Roderick Sinclair (1906-1965).
- depuis 1965 : Malcolm Ian Sinclair (né en 1948).